# Homoeogryllus longicornis
Homoeogryllus longicornis är en insektsart som först beskrevs av Walker, F. 1869.  Homoeogryllus longicornis ingår i släktet Homoeogryllus och familjen syrsor. Inga underarter finns listade i Catalogue of Life.